# Flying Fathers
Der Flying Fathers Hockey Club ist eine kanadische Eishockey-Mannschaft von katholischen Geistlichen.

## Geschichte
Die Mannschaft wurde 1963 bzw. 1964 von den Priestern Brian McKee und Les Costello in Ontario gegründet, um Geld für eine Augenoperation zu sammeln. Nach 25-jährigem Jubiläum beendeten einige der Gründungsmitglieder ihre Mitgliedschaft 1980 aus Altersgründen. Die Mannschaft bestand aber bis 2008 bzw. 2009 weiter und absolvierte bis dahin 900 Spiele in Nordamerika und Europa, was ihr vier Millionen Dollar Spendengelder einbrachte. 2018 wurde von John Perdue, einem katholischen Priester aus Peterborough, eine neue Mannschaft zusammengestellt. Erstmals kam auch eine Nonne in die Mannschaft.

## Spieltechnik
Die Mannschaft absolviert ihre Spiele mit vielen Showeinlagen und wird daher auch als die Harlem Globetrotters des Eishockey bezeichnet. Neben Slapstickeinlagen wie Tortenwürfen und einem Pferd als Torhüter gibt es auch kirchliche Bezüge: So wird z. B. der erste Torschütze zum Bischof geweiht.